# Novo Horizonte do Norte
Novo Horizonte do Norte é um município brasileiro do estado de Mato Grosso. Localiza-se a uma latitude 11º24'48" sul e a uma longitude 57º21'07" oeste, estando a uma altitude de 220 metros. Sua população estimada em 2004 era de 3 123 habitantes. Possui uma área de 916,455 km².

## Últimos prefeitos eleitos
| Ano  | Prefeito        | Partido | Votos | %      | Ref   |
| ---- | --------------- | ------- | ----- | ------ | ----- |
| 2004 | Junior          | PTB     | 1.290 | 52,76  | [ 5 ] |
| 2008 | Joao do Mercado | PMDB    | 1.184 | 100,00 | [ 6 ] |
| 2012 | Joao Antonio    | PSD     | 1.354 | 52,87  | [ 7 ] |
| 2016 | Silvano         | PSD     | 1.384 | 54,42  | [ 8 ] |
| 2020 | Silvano Neves   | MDB     | 1.464 | 59,80  | [ 9 ] |